# یاکوف میلاتوویچ
یاکوف میلاتوویچ ( به زبان سیریلیک مونته‌نگرویی : Јаков Милатовић ، تلفظ [jakoʋ mǐlatoʋitɕ] ؛ متولد ۷ دسامبر ۱۹۸۶) سیاستمدار و اقتصاددان مونته‌نگرویی است که از ماه مه ۲۰۲۳ رئیس جمهور فعلی مونته‌نگروست . او پیش از این از سال ۲۰۲۰ تا ۲۰۲۲ به عنوان وزیر توسعه اقتصادی در کابینه زدراوکو کریووکاپیچ و به عنوان اقتصاددان در بانک اروپایی بازسازی و توسعه در لندن و پودگوریتسا خدمت کرده است . [ 1 ] او یکی از بنیانگذاران و تا ۲۴ فوریه  حزب سیاسی لیبرال و طرفدار اروپا، اروپا جدید، بود که بزرگترین حزب واحد در پارلمان مونته‌نگروست .

## زندگینامه

### اوایل زندگی
در تیتوگراد ، جمهوری سوسیالیستی مونته‌نگرو ، جمهوری سوسیالیستی یوگسلاوی سابق متولد شد ، جایی که از مدرسه ابتدایی و متوسطه "اسلوبودان شکروویچ" فارغ‌التحصیل شد. در سال 2005، او در سالنامه دبیرستان خود آرزوی خود را برای تبدیل شدن به رئیس جمهور مونته‌نگرو در عرض ده سال نوشت.  پدربزرگ و پدربزرگش در جنگ جهانی دوم به عنوان اعضای پارتیزان‌های یوگسلاوی جنگیدند .  پدربزرگش نیز در جنگ جهانی اول شرکت کرده بود و در نبرد مویکواچ در سال 1916 جنگیده بود.  پدرش یک اتحادیه‌گرا و یکی از بنیانگذاران حزب سوسیالیست خلق (SNP) بود.  میلاتوویچ ادعا کرد که پدرش به دلیل مخالفت با حزب دموکراتیک سوسیالیست‌ها (DPS) نتوانسته شغلی پیدا کند.
او تحصیلات کارشناسی خود را در رشته اقتصاد در دانشکده اقتصاد دانشگاه مونته‌نگرو به پایان رساند . سپس یک سال تحصیلی را در دانشگاه ایالتی ایلینوی به عنوان عضو هیئت علمی ایالات متحده ؛ یک ترم را در دانشگاه اقتصاد و تجارت وین (WU Wien) به عنوان عضو هیئت علمی دولت اتریش ؛ و یک سال تحصیلی را در دانشگاه ساپینزا رم (La Sapienza) به عنوان عضو هیئت علمی اتحادیه اروپا گذراند. میلاتوویچ مدرک کارشناسی ارشد خود را در رشته اقتصاد در کالج سنت جان، آکسفورد به پایان رساند. او عضو بورسیه تحصیلی Chevening دولت بریتانیا بود . او همچنین عضو بنیاد آلمانی کنراد آدناور بود .  علاوه بر زبان مادری‌اش ، صربی ،  میلاتوویچ به زبان انگلیسی مسلط است و به زبان‌های ایتالیایی و اسپانیایی نیز صحبت می‌کند.

## حرفه اقتصاد
میلاتوویچ در گروه NLB در پودگوریتسا و دویچه بانک در فرانکفورت کار می‌کرد . در سال ۲۰۱۴، او به تیم تحلیل اقتصادی و سیاسی بانک اروپایی بازسازی و توسعه پیوست . در سال ۲۰۱۹، او به اقتصاددان ارشد کشورهای اتحادیه اروپا، از جمله رومانی، بلغارستان، کرواسی و اسلوونی، ارتقا یافت و در دفتر بانک در بخارست مستقر شد.  او تعدادی مقاله منتشر کرده و در دو کتاب همکاری داشته است.

## حرفه سیاسی

### وزیر توسعه اقتصادی (۲۰۲۰–۲۰۲۲)
او از 4 دسامبر 2020 تا 28 آوریل 2022 به عنوان وزیر توسعه اقتصادی در  کابینه کریووکاپیچ خدمت کرد.  در طول دوره تصدی او، میلاتوویچ و وزیر دارایی، میلویکو اسپایچ ، برنامه اصلاحات اقتصادی بحث‌برانگیز «اروپا اکنون» را ارائه و اجرا کردند.  هدف این برنامه اصلاحات افزایش حداقل دستمزد، کاهش مالیات و کمک‌های اجتماعی، جذب سرمایه‌گذاری خارجی و تسریع ادغام مونته‌نگرو در اتحادیه اروپا بود. این برنامه در بین عموم مردم محبوب بود و محبوبیت عمومی میلاتوویچ و اسپایچ را افزایش داد. 

### اروپا همین حالا! و انتخابات محلی ۲۰۲۲
در سال 2022، میلاتوویچ و اسپایچ حزب سیاسی «اروپا اکنون» را تأسیس کردند که اسپایچ رئیس و میلاتوویچ معاون رئیس آن بود. این حزب در انتخابات محلی 2022 شرکت کرد ،  و میلاتوویچ در صدر فهرست انتخاباتی این سازمان در پودگوریتسا به عنوان نامزد شهرداری آن قرار گرفت.  این فهرست 21.7 درصد از آرای مردمی را به دست آورد و انتظار می‌رفت که میلاتوویچ شهردار پودگوریتسا شود . 

### مبارزات انتخاباتی ریاست جمهوری ۲۰۲۳
در مارس 2023، میلاتوویچ به عنوان نامزد جایگزین Europe Now در انتخابات ریاست جمهوری 2023 مونته‌نگرو شرکت کرد ، پس از آنکه نامزدی اسپایچ توسط کمیسیون انتخابات ایالتی (DIK) رد شد، زیرا مشخص شد که او تابعیت دوگانه صربستان و مونته‌نگرو دارد.  او پس از پیروزی قاطع خود در برابر رئیس جمهور فعلی، میلو جوکانوویچ، در دور دوم انتخابات در 2 آوریل 2023، به عنوان رئیس جمهور انتخاب شد.  میلاتوویچ 58.88 درصد از آرای مردمی را به دست آورد.  او اظهار داشت که اولین سفر خارجی او به بروکسل خواهد بود .

### ریاست جمهوری (۲۰۲۳–تاکنون)
میلاتوویچ در 20 مه 2023 در پارلمان مونته نگرو در پودگوریتسا  به جای محل سنتی افتتاحیه Cetinje سوگند یاد کرد .  مراسم تحلیف او با حضور رهبران متعدد بالکان مانند الکساندر ووچیچ ، زوران میلانوویچ ، ژلیکو کومشیچ ، ژلیکا سیویانوویچ ، دنیس بچیروویچ ، ویوسا عثمانی ، باجرام بیگاج و گالاب دونو برگزار شد .  پاپ فرانسیس نیز میلاتوویچ را تبریک گفت . 
در ژوئن 2023، میلاتوویچ اظهار داشت که انتظار دارد مونته‌نگرو تا سال 2027 یا 2028 به اتحادیه اروپا بپیوندد .  در اوت 2023، او با ولادیمیر زلنسکی، رئیس جمهور اوکراین، در آتن دیدار کرد و اظهار داشت که مونته‌نگرو «به صراحت و به شدت تجاوز بی‌دلیل روسیه علیه اوکراین را محکوم می‌کند .» 
در 28 آگوست 2023، میلاتوویچ گفت که «انرژی برنده» پس از انتخابات ریاست جمهوری او به دلیل اختلافات بر سر تشکیل دولت جدید «خرد» شده است و از نخست وزیر منصوب اسپایچ و همه کسانی که در رایزنی‌ها در مورد تشکیل دولت جدید شرکت داشتند، درخواست کرد که این روند را «شفاف‌تر و مطابق با اراده انتخاباتی» انجام دهند. 
در 24 فوریه 2024، میلاتوویچ پس از جدایی از اسپاجیچ، اعلام کرد که PES! را ترک خواهد کرد. 

## مناصب سیاسی
مواضع سیاسی او به عنوان میانه‌رو توصیف شده است ،  در حالی که برخی او را یک پوپولیست توصیف می‌کنند .  میلاتوویچ در همه‌پرسی استقلال مونته‌نگرو در سال 2006 به استقلال رأی داد .  قبل از ورود به سیاست، او به حزب ملی اسکاتلند، مونته‌نگروی دموکرات و ائتلاف برای آینده مونته‌نگرو (ZBCG) رأی داد. 

### سیاست خارجی
میلاتوویچ از پیوستن مونته‌نگرو به اتحادیه اروپا حمایت می‌کند.  او طرفدار روابط نزدیک‌تر بین مونته‌نگرو و صربستان است .  او از تحریم روسیه به دلیل حمله به اوکراین حمایت می‌کند ، که آن را یک اقدام تجاوزکارانه می‌داند.  میلاتوویچ پیشنهادهای مونته‌نگرو برای لغو به رسمیت شناختن استقلال کوزوو را غیرواقعی خواند و اظهار داشت که کوزوو یک کشور به رسمیت شناخته شده بین‌المللی است.  او اظهار داشت که با حکم دیوان بین‌المللی دادگستری در مورد نسل‌کشی سربرنیتسا موافق است .  او از ابتکار عمل بالکان آزاد حمایت می‌کند . 

### مسائل اقلیت‌ها
میلاتوویچ از اقلیت‌ها در مونته‌نگرو حمایت کرده است. او با جوامع اقلیت در داخل کشور تماس گرفته تا گفتگو را با هدف ایجاد فضایی با فرصت‌های برابر آغاز کند. او همچنین از اقلیت کولی‌ها در مونته‌نگرو حمایت کرده و ابراز امیدواری کرده است که آنها در پارلمان مونته‌نگرو نماینده داشته باشند. 

### مسائل مربوط به LGBTQ
در ژوئن 2023، میلاتوویچ با گروه‌های LGBTQ مانند Queer Montenegro ملاقات کرد. این ملاقات تنها یک ماه پس از آن صورت گرفت که این گروه‌ها در پاسخ به عدم پیشرفت وزیر حقوق بشر و اقلیت‌ها، فاتمیر گِکا ، از ملاقات با او خودداری کردند.  در پی این ملاقات، او تأکید کرد که مونته‌نگرو کشوری با حقوق برابر برای هر شهروند است و نباید هیچ نوع تبعیضی وجود داشته باشد. او خاطرنشان کرد که مونته‌نگرو اغلب برای جمعیت LGBTQ کشوری ناامن بوده است، اما قول داد که هر کاری از دستش بر می‌آید برای محافظت از چنین گروه‌هایی انجام دهد. 

### مهاجرت
میلاتوویچ از مهاجران در مونته‌نگرو حمایت کرده است، از جمله اشاره به اینکه «جامعه بین‌المللی اغلب واکنش‌های پیشگیرانه را با اقدامات واکنشی جایگزین می‌کند - بحران مهاجرت در منطقه مدیترانه تنها یک نمونه است.» او همچنین نمونه‌هایی از حمایت مونته‌نگرو از مهاجران در گذشته را برجسته کرد، مانند زمانی که پودگوریتسا در طول جنگ‌های یوگسلاوی به 100000 پناهنده و آواره پناه داد . علاوه بر این، او توجه را به حمایت مونته‌نگرو از مهاجران اوکراینی جلب کرد. 

## زندگی شخصی
میلاتوویچ با میلنا میلاتوویچ ازدواج کرده است. آنها سه فرزند دارند.  او یک مسیحی ارتدکس صربی است  و در صومعه اوستروگ غسل تعمید داده شده است ، با این حال دیدگاه‌های مذهبی خود را یک موضوع خصوصی می‌داند.  او خود را از نظر قومیت مونته‌نگرویی معرفی می‌کند و به زبان صربی صحبت می‌کند .